# Theofano
Theofano (v latinské formě Theophano Θεοφανώ nebo Theophania Θεοφάνια) (955/960, Konstantinopol – 15. červen 991, Nijmegen) byla manželkou římsko-německého císaře Oty II. a matkou Oty III., za něhož vedla v době jeho nezletilosti regentskou vládu.

## Život

### Původ a manželství s Otou II.
Theofano byla neteří byzantského císaře Jana I. Cimiska (není přesně známo, kdo byli její rodiče). S Otou II. uzavřela manželství v Římě 14. dubna 972, téhož dne byla také korunována císařovnou. Až do smrti Oty II. se v jeho listinách objevovala jako consors regni nebo coimperatrix, počet jejích intervencí postupně rostl, snad paralelně s tím, jak ubýval vliv její tchyně Adély.

### Vdovství a regentská vláda za Otu III.
Když 7. prosince roku 983 zemřel její manžel Ota II. (náhle na malárii), byly jejich synovi Otovi teprve tři roky, byl však již korunovaným římským králem, a to od května 983. Adéla Burgundská a Theofano se po smrti Oty II. okamžitě vrátily z Itálie zpět za Alpy. Jako regentka se ovšem Theofano musela nejprve prosadit, a to jednak proti manželovu bratranci Jindřichu Svárlivému, který usiloval o poručnictví jako nejbližší mužský příbuzný jejího osiřelého syna, jednak proti své tchyni Adéle, kterou by část říšských knížat přivítala jako regentku raději. Na říšském sněmu v durynském Rohru – 29. června 984 – předal Jindřich Svárlivý regentství a vládu za nezletilého krále Otu III. do rukou jeho matky Theofano, v květnu 985 jí byla na sněmu ve Frankfurtu nad Mohanem přiřknuta vláda s konečnou platností.
I ve složitých politických okolnostech té doby se tato vysoce vzdělaná císařovna stala významnou vládkyní. Vykonávala všechna vladařská práva, včetně investování biskupů, a v jedné své listině (z 1. dubna 990) se dokonce titulovala jako „Theophanius gratia divina imperator augustus“ – tedy v mužském rodě jako „Theofanius z Boží milosti císař“. V dataci zde bylo dokonce užito počítání let nikoli vlády Oty III., ale vlády „císaře Theofania“, která byla počítána od římské korunovace 972. Jako poručnice ochránila Theofano Otův nárok na vládu v Říši před nároky bavorského vévody Jindřicha Svárlivého a chytrou politikou synovu vládu v Říši upevnila. Založila též pozdější východní politiku Oty III. a pomocí rychlého uznání Huga Kapeta jako francouzského krále upevnila stále nejisté podřízení Lotrinska (region v dnešní severovýchodní Francii) Říši, říšskou vládu zde a v Itálii upevnila také s pomocí své tchyně Adély.

### Úmrtí a pohřeb
Theofanu zemřela mladá, po krátké nemoci 15. června 991 v Nijmegenu, v době, kdy Ota III. ještě nedosáhl zletilosti. Regentskou vládu pak převzala její tchyně Adéla, ač jí v té době bylo již okolo 60 let.
Theofanu byla pohřbena v kostele sv. Pantaleona v Kolíně nad Rýnem, který náležel k jejímu vdovskému zajištění.

## Potomstvo
- Sofie (asi 975–1039) – abatyše v Gandersheimu a Essenu
- Adelaida (977–1044) – abatyše v Quedlinburgu
- Matylda (979–1025) – manželka falckrabího Ezza Lotrinského
- Ota III. (980–1002)
- pravděpodobně ještě jedna dcera, dvojče Oty III., která zemřela krátce po narození a za kterou nechal Ota II. sloužit zádušní mši (jméno je neznámé)

#### Prameny
- Kronika Dětmara Merseburského viz též Z MERSEBURKU, Dětmar. Kronika. Praha: Argo, 2008. 342 s. ISBN 978-80-257-0088-4.
- Listiny:
  - Monumenta Germaniae Historica, Diplomata (DD.), Otto II. und Otto III. (DD O II / DD O III), Hannover 1893. – digitalizováno[nedostupný zdroj]
  - Regesta Imperii (RI), sv. II. – on-line přístup